# Rune Carlsson (Fußballspieler)
Rune Carlsson (* 1. Oktober 1909; † 14. September 1943) war ein schwedischer Fußballnationalspieler in der Position des Mittelfeldspielers.

## Laufbahn
Carlsson spielte von 1930 bis 1936 bei IFK Eskilstuna in der Allsvenskan. Zudem war er von 1930 bis 1934 schwedischer Nationalspieler. Er gehörte dem Kader bei der Weltmeisterschaft 1934 an. Während des Turniers kam der Mittelfeldspieler zu zwei Einsätzen.